# Assemini
Assemini (tiếng Sardegna: Assèmini) là một đô thị ở tỉnh Cagliari, vùng Sardinia của Italia, có vị trí cách khoảng 12 km về phía tây bắc của Cagliari ở đồng bằng Cixerri, các sông Flumini Mannu và Sa Nuxedda.

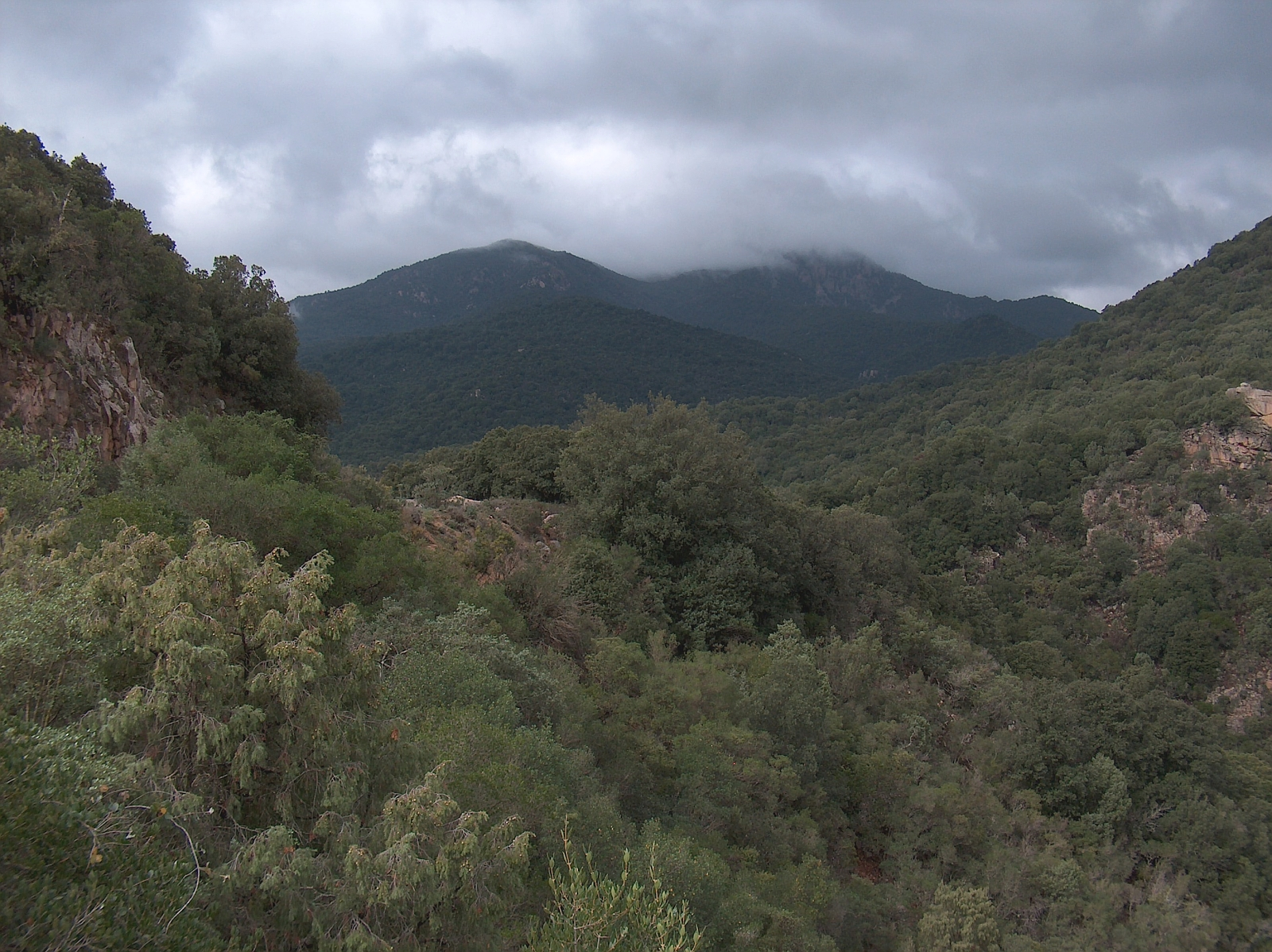
Monte Lattias ở Assemini.

Assemini giáp các đô thị: Cagliari, Capoterra, Decimomannu, Elmas, Nuxis, San Sperate, Santadi, Sarroch, Sestu, Siliqua, Uta, Villa San Pietro.